# BccN Barcelona Creative Commons Film Festival
BccN Barcelona Creative Commons Film Festival és el primer festival del món d'obres amb la llicència Creative Commons, que permet més flexibilitat per potenciar la distribució de cinema a la xarxa, i que facilita que els autors es trobin amb els seus públics. És també un lloc de trobada i reflexió en què s'intercanvien coneixements i experiències. Els quatre dies dedicats a divulgar una cultura més lliure s'inicien amb una taula rodona sobre finançament i distribució de les obres en el marc de Creative Commons. S'han realitzat 3 edicions d'aquest festival, la darrera entre el 10 i el 13 de maig de 2012, al MACBA. D'altres edicions han tingut com a seu l'Institut Francès de Barcelona.

## Programació
Documentals, curtmetratges i llargmetratges d'arreu del món formen part de la programació d'un festival que compta sovint amb altres disciplines com a invitades. El 2012 fou la música, protagonista destacada de les activitats paral·leles.